# Edmund Mořic z Clary-Aldringenu
Edmund Mořic z Clary-Aldringenu, zkráceně také Edmund Clary-Aldringen (německy Edmund Moritz Fürst von Clary und Aldringen; 3. února 1813 Vídeň – 21. června 1894 Teplice) byl rakousko-český šlechtic z rodu Clary-Aldringenů, majitel teplického panství a politik.

## Životopis

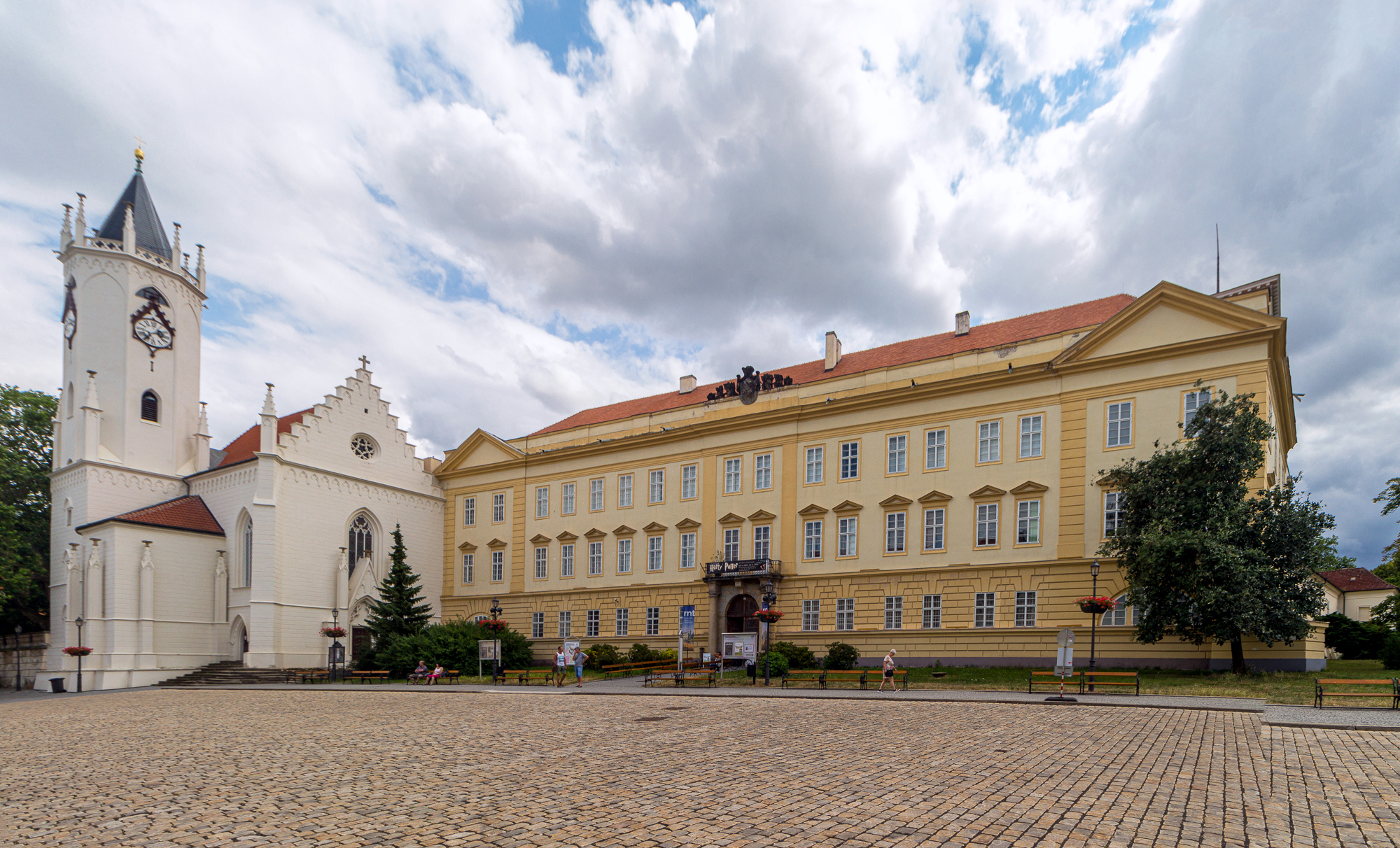
Teplický zámek

Narodil se roku 1813 ve Vídni jako syn Karla Josefa z Clary-Aldringenu a jeho manželky Marie Aloisie Chotkové z Chotkova. Jako příslušník šlechtického rodu prošel od útlého dětství přísnou výchovou a studoval na prestižních školách.
Po smrti svého otce roku 1831 se jako jediný syn stal dědicem rodinných panství, přičemž mezi nejvýznamnější patřilo to se sídlem v Teplicích. Později zde spolu s manželkou a dětmi také trávil mnoho času (mimo jiné také přebývali v rodinném sídle Clary-Aldringenů, paláci Mollard-Clary ve Vídni). V Teplicích zasedal jak v městském, tak i okresním zastupitelstvu a měl proto velký vliv na veškeré dění v oblasti. Během revoluce roku 1848 vznikla ve městě jednotka národní gardy, jejímž čestným velitelem se stal právě Edmund. Díky jeho přispění a podpoře později vzniklo teplické městské divadlo (otevřeno 1874) a Nové lázně v Šanově. Od roku 1861 byl také poslancem Českého zemského sněmu za volební obvod Teplice.

### Ústecko-teplická dráha
Počátkem 50. let se začaly v Podkrušnohoří a zejména právě v Teplicích ozývat první hlasy, volající po stavbě železnice v tomto regionu. Stát však pro nedostatek finančních prostředků nemohl tyto požadavky uspokojit, proto se tyto osobnosti (mezi nejvýznamnější patřil teplický advokát a poslanec Franz Stradal) spojily právě s Edmundem z Clary-Aldringenu a společně roku 1856 založily společnost pod názvem Ústecko-teplická dráha (Aussig-Teplitzer Eisenbahn, ATE). Sám Clary-Aldringen se stal jejím prvním prezidentem. V čele ATE setrval až do roku 1870, kdy jej ve vedení vystřídal Karl Georg Wolfrum. Akcie a místo ve správní radě společnosti si však ponechal.

### Závěr života
Roku 1878 Edmundovi zemřela manželka a po jejím skonu se Edmund trvale usadil v Teplicích. Jmenování svého nejmladšího syna ministerským předsedou ani slezským zemským prezidentem se nedočkal. Zemřel 21. června 1894 ve svém teplickém sídle. Panství po něm převzal nejstarší syn Maria Karel.

## Rodina
V roce 1841 se setkal s tehdy šestnáctiletou Alžbětou Alexandrinou z Ficquelmontu, dcerou generála a diplomata Karla Ludwiga z Ficquelmontu ze starého lotrinského rodu Ficquelmontů a 5. prosince téhož roku se s ní oženil. Manželé měli čtyři děti, z nichž nejmladší syn Manfred se později stal ministerským předsedou Předlitavska a slezským zemským prezidentem.

### Děti
- 1. Edmunde (13. října 1842 Vídeň – 14. února 1927 Turín)
  - ⚭ (1867) hrabě Carlo Felice Nicolis di Robilant e Cereaglio (8. srpna 1826 Turín – 17. října 1888 Londýn)
- 2. Maria Karel (3. dubna 1844 Vídeň – 25. března 1920 Teplice)
  - ⚭ (1873) Felicia Radziwiłłovna (25. února 1849 Teplice – 7. prosince 1930 Teplice)
- 3. Siegfried (14. října 1848 Teplice – 11. února 1929 Teplice), 6. kníže z Clary-Aldringenu, rakousko-uherský vyslanec ve Württembersku (1897–1899), vyslanec v Sasku (1899–1902), vyslanec v Belgii (1902–1914)
- ⚭ (1885) Tereza Marie Kinská z Vchynic a Tetova (10. prosince 1867 – 22. února 1943)
- 4. Manfred (30. května 1852 Vídeň – 12. února 1928 Salcburk), slezský zemský prezident (1896–1898), štýrský místodržitel (1898–1918), předseda vlády Předlitavska v období od 2. října do 21. prosince 1899
  - ⚭ (1884) Franciska Pejacsevich de Veröcze (5. června 1859 Petrohrad – 14. prosince 1938 Salcburk)